# Мерида, Фран
Франси́ско Ме́рида Пе́рес (исп. и кат. Francisco Mérida Pérez; 4 марта 1990, Барселона) — испанский футболист, полузащитник клуба «Луго».

## Клубная карьера

### «Барселона»
Мерида попал в академию «Барселоны» в возрасте восьми лет. Однако в сентябре 2005 года он покинул её ряды. Родители Франа решили, что их сыну лучше будет развиваться вне пределов академии «Барселоны». Агент Франа уведомил ряд крупных клубов, что Мерида может перейти к ним. В итоге испанский футболист попал в лондонский «Арсенал». «Барселона» не получила компенсацию, так как Мерида не мог к тому времени подписать с ней контракт.
Однако 9 октября 2007 года суд обязал Франа выплатить «Барселоне» 3,2 миллиона евро за нарушение условий предварительного соглашения с каталонским клубом.

### «Арсенал»
В своём первом сезоне, который Фран провёл в молодёжной и резервной командах «Арсенала», Мерида запомнился поклонникам «канониров» своим хорошо поставленным ударом. Испанец провёл 33 матча, в которых забил 9 мячей.
Начало сезона 2007/08 Фран провёл вне «Арсенала», так как представлял свою сборную на юношеском чемпионате мира. После возвращения он дебютировал за первую команду. Это случилось 25 сентября 2007 года в матче третьего раунда Кубка лиги. Мерида вышел на замену, а «Арсенал» одержал победу над «Ньюкаслом» со счётом 2:0. Фран выходил на замену также в 1/8 финала и 1/4 финала Кубка лиги. 3 апреля 2008 года Мерида продлил контракт с «Арсеналом». Арсен Венгер при этом похвалил игрока, предсказав ему большое будущее в «Арсенале».

### «Реал Сосьедад»
27 декабря 2007 года кандидат в президенты «Реал Сосьедада» Иньяки Бадиола объявил, что договорился об аренде Франа Мерида до конца текущего сезона. 4 января он добился победы на выборах, а через 5 дней об аренде Франа было объявлено официально. В Испании Мерида сыграл в 17 матчах, забив один гол и отдав 6 голевых передач.

### Возвращение в «Арсенал»
В начале сезона 2008/09 Мерида впервые вышел в стартовом составе первой команды «Арсенала». Это случилось 23 сентября в матче Кубка лиги против «Шеффилд Юнайтед». Игра закончилась со счётом 6:0 в пользу «канониров». Также Фран сыграл все 90 минут 1/8 финала Кубка лиги против «Уигана». Этот матч закончился со счётом 3:0 в пользу «Арсенала». Мерида показал себя умным игроком, умеющим отдать тонкий пас, однако при этом проявилась его нехватка физической мощи. Матч 1/4 финала Кубка лиги против «Бёрнли» «Арсенал» проиграл со счётом 2:0, что сократило шансы Франа ещё раз сыграть в текущем сезоне за первую команду.
3 марта Мерида дебютировал в Премьер-лиге в матче против «ВБА». За 8 минут до конца матча он заменил Самира Насри. В конце сезона он ещё раз сыграл в АПЛ, выйдя на замену в матче против «Портсмута» на 78 минуте.
Перед началом сезона 2009/10 Мерида был переведён в первую команду и получил 32 номер. Рассматривался вариант с его арендой, но в итоге и тренер «Арсенала» и сам игрок решили, что Франу лучше остаться. Венгер мотивировал это тем, что испанец слишком талантлив, чтобы отпускать его в аренду. В третьем туре Премьер-лиги Фран отыграл 20 минут в матче с «Портсмутом». Однако затем он уехал выступать за юношескую сборную, из-за чего не играл ни в АПЛ, ни в 1/16 Кубка лиги.
28 октября Мерида вышел в основе в матче 1/8 Кубка лиги против «Ливерпуля». Красивым ударом в «девятку» Фран забил первый гол во встрече, затем он отдал голевой пас на Бентнера. Игра закончилась победой «Арсенала» со счётом 2:1. После матча Венгер похвалил испанца, сказав, что он идеально подходит к стилю игры «канониров».
В то же время слухи сватали его в «Атлетико Мадрид». Сам Фран заявлял, что никуда не собирается уходить и надеется подписать новый контракт .Позднее Венгер сообщил, что новый контракт согласован и осталось его просто подписать. Однако в январе 2010 года появился слух, что Мерида подписал предварительное соглашение с «Атлетико» и перейдёт в стан испанцев летом. Причиной того, что Мерида не подписал новый контракт с «Арсеналом», называлось то, что в связи с высокой конкуренцией среди молодых игроков Фран получает слишком мало игрового времени. Венгер отказался комментировать слухи, заявив, что он об этом не слышал, однако не исключает того, что это правда, так как Мериду постоянно пытаются «дестабилизировать» разные «советчики». Однако через несколько дней агент Мериды опроверг слухи, заявив, что для Франа приоритетным является подписание нового контракта с «Арсеналом».
17 января 2010 года в матче АПЛ с «Болтоном» Мерида забил свой первый мяч в Премьер-лиге, выйдя на замену на 63 минуте.
По завершении сезона Мерида решил не подписывать новый контракт с «Арсеналом». По словам его агента причиной стало желание получать больше игрового времени.
В июле 2010 года Мерида в статусе свободного агента перешёл в «Атлетико Мадрид», подписав контракт на четыре года.
В августе 2011 года перешёл в «Брагу» на правах аренды

## Выступления за сборную
Мерида был одним из самых ярких игроков сборной Испании U-17, которая в 2007 году выиграла чемпионат Европы и дошла до финала чемпионата мира.
Со сборной U-19 Мерида пробился в заключительную часть чемпионата Европы 2009, однако его команда не смогла преодолеть групповой раунд.
В начале сезона 2009/10 Мерида был вызван в сборную U-20 на чемпионат мира. В первом матче против Таити Испания разгромила соперника со счётом 8:0, а Мерида забил гол и отдал голевую передачу. Следующий матч против Нигерии также завершился победой испанцев, на этот раз со счётом 2:0. Оба гола забил Мерида. Тем самым Испания обеспечила себе выход из группы, а заключительный матч группового раунда Фран провёл на скамейке запасных, так как находился под угрозой дисквалификации из-за перебора жёлтых карточек. Однако уже после первого матча плей-офф Испания покинула турнир. Оставшись в первом тайме вдесятером, они проиграли итальянцам со счётом 1:3.

## Достижения
Сборная Испании (до 17)
- Победитель юношеского чемпионата Европы U-17: 2007

«Атлетико Мадрид»
- Победитель Суперкубка Европы: 2010